# 이슬라스델아틀란티코수르군
이슬라스델아틀란티코수르군(스페인어: Departamento Islas del Atlántico Sur)은 아르헨티나 티에라델푸에고주의 군이다. 포클랜드 제도(말비나스 제도)와 사우스조지아 사우스샌드위치 제도를 말한다. 해당 지역은 아르헨티나가 실효 지배하지 못하고 영국이 실효지배하고 있다.
2017년까지는 영국과 영유권 분쟁이 있으나 남극 조약에 따라 양측 모두 영유권이 동결된 사우스오크니 제도가 이슬라데델아틀란티코수르에 포함되어, 사우스오크니 제도 로리섬의 오르카다스 기지를 실효지배한 적이 있었다. 2017년 사우스오크니 제도는 다른 아르헨티나령 남극과 같은 군으로 편입되었다. 포클랜드 전쟁으로 일시적으로 아르헨티나가 탈환한 적이 있다. 명목상의 수도는 푸에르토 아르헨티노이다.

## 같이 보기
- 아르헨티나령 남극